# Radojko Avramović
Radojko "Raddy" Avramović (Sjenica, 29 de novembro de 1949) é um ex-futebolista e treinador de futebol sérvio que atuava como goleiro.

## Carreira

### Clubes
Iniciou a sua carreira como jogador de futebol no Borac Čačak, em 1969, marcando dois gols em sua única partida pela agremiação. Despontou de vez para o futebol atuando pelo NK Rijeka entre 1974 e 1979, em 162 partidas, marcando um gol.
As atuações pelo Rijeka chamaram a atenção do Notts County, que o contrataria em 1979. Pela equipe de Nottingham, jogou 164 partidas até 1983.
Após uma curta passagem pelo Coventry City, Avramović voltaria à Iugoslávia em 1984 para defender o OFK Belgrado, última equipe de sua carreira, encerrada em 1985.

### Carreira internacional
Avramović disputou apenas um jogo pela Seleção Iugoslava de Futebol, em 1978.

## Carreira de treinador
Raddy iniciou a carreira de treinador em 1993, na seleção Sub-23 de Omã. Permaneceu no cargo até 1998, tornando-se no mesmo ano auxiliar-técnico da Seleção Kuwaitiana.
Entre 1999 e 2002, comandou o time Sub-23, sendo ainda o técnico da equipe nos Jogos Olímpicos de 2000. Após a saída do alemão Berti Vogts em 2002, assumiu o comando técnico da seleção principal do Kuwait - em 12 jogos, foram 6 vitórias, 4 empates e 2 derrotas.
Seu trabalho mais conhecido fora das 4 linhas foi iniciou sua nova carreira de técnico da seleção de Singapura, onde permaneceu durante 9 anos. Após conquistar três títulos do Campeonato de Futebol da ASEAN, os torcedores singapurenses concederam a Raddy o apelido de "Milagreiro".
Em fevereiro de 2014, Avramović foi anunciado como novo treinador da Seleção de Myanmar, sucedendo Sann Win. Em 22 partidas sob o comando do ex-goleiro, os White Angels venceram 7, empataram 4 e perderam 11. Passou ainda por Al Tadhamon, Seleção Kuwaitiana (segunda passagem, desta vez como interino) e Home United.